# Bandolim

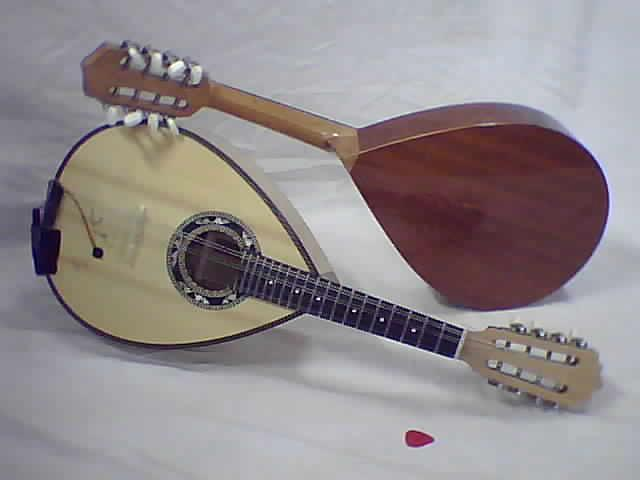
Bandolim

Le bandolim est un instrument de musique à cordes joué au Portugal et au Brésil. C'est une mandoline à fond plat, dont le modèle brésilien ressemble plus à la guitarra portuguesa (guitare portugaise).

## Lutherie
La version brésilienne (65 cm de long) a typiquement une caisse de résonance en forme de goutte, prolongée par un manche fretté et montée de huit cordes doubles fixées sur un chevillier moderne.

## Jeu
Il est très utilisé dans la musique brésilienne, pour jouer les choros. Un de ses plus grand virtuose fut Jacob do Bandolim.